# Schulzentrum Lohfeld
Das Schulzentrum Lohfeld ist ein 1974 eröffnetes Zentrum weiterführender Schulen in Bad Salzuflen im nordrhein-westfälischen Kreis Lippe in Deutschland.

## Geschichte

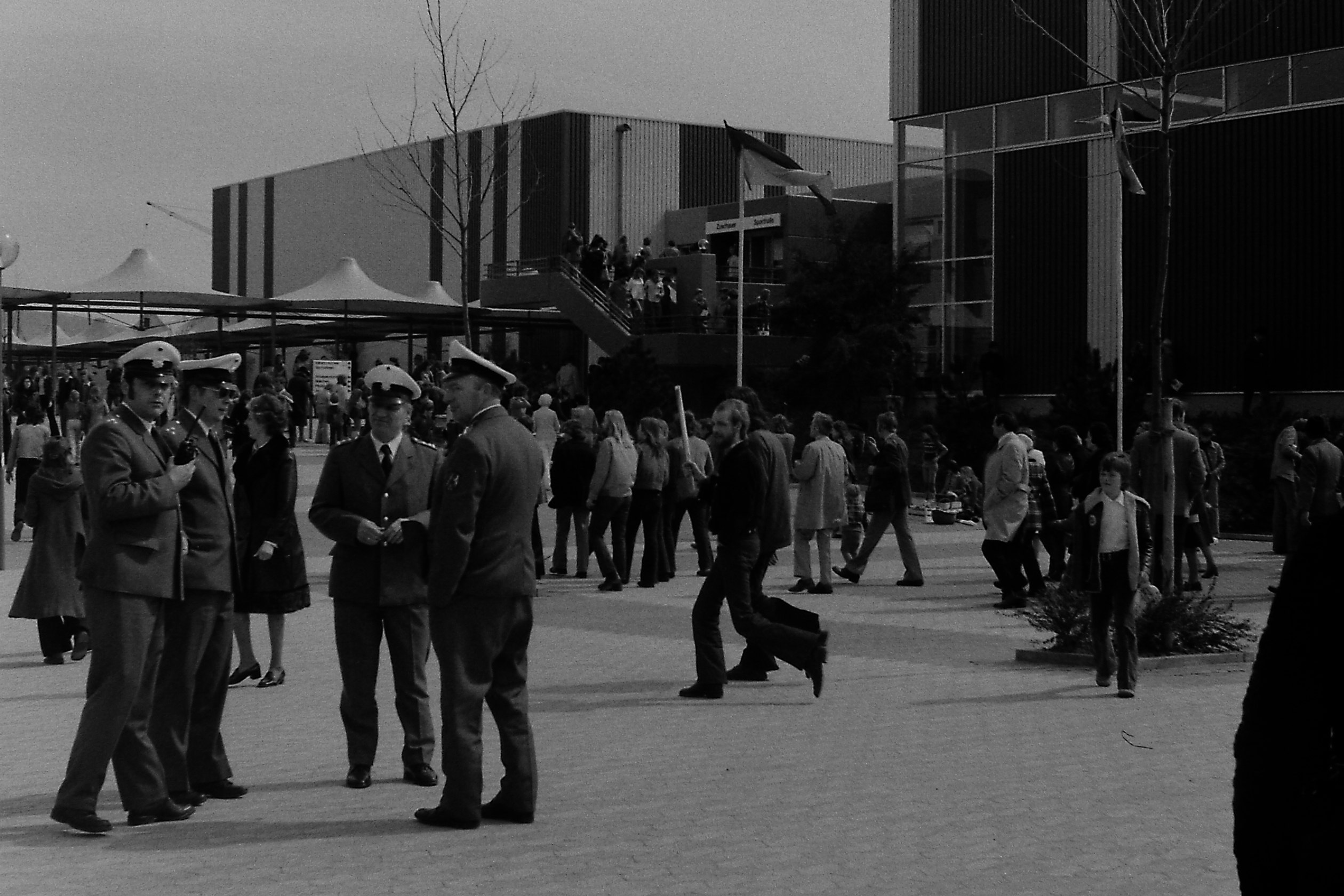
Einweihungsfeier im Dezember 1974

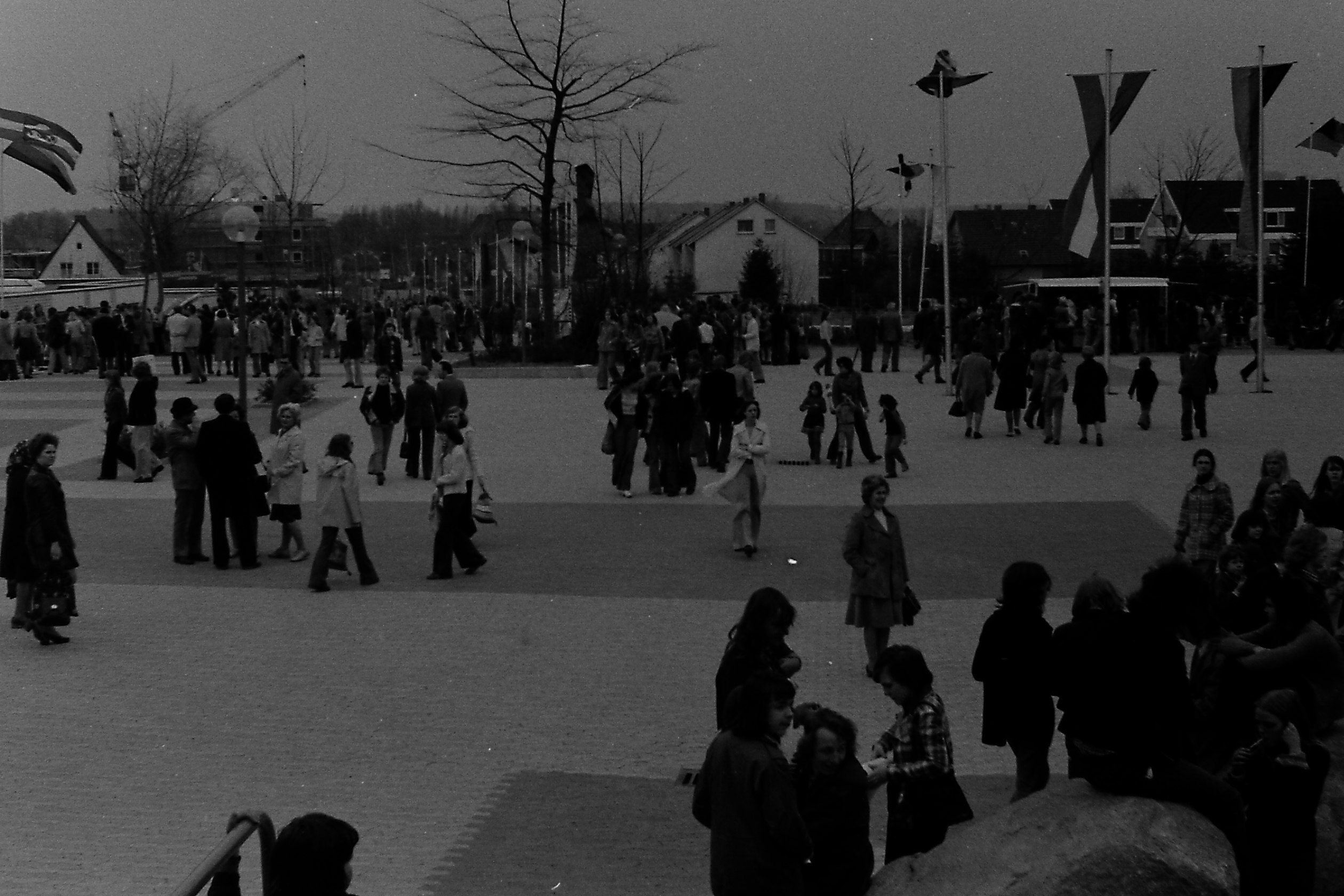
Einweihungsfeier im Dezember 1974

Ursprünglich als Schulzentrum Ost geplant und entworfen, erfolgte am 30. November 1972 die Grundsteinlegung des neuen Schulzentrums im Ortsteil Schötmar.
Nach Fertigstellung des ersten Bauabschnitts, zum Schuljahr 1974/75, bezogen 700 Hauptschüler und 600 Realschüler die neuen Räumlichkeiten; die Gymnasiasten mussten warten, bis der zweite Bauabschnitt beendet war. Die offizielle Einweihung, verbunden mit der Namensgebung Schulzentrum Lohfeld, fand am 14. Dezember desselben Jahres statt.
Die gesamten Bau- und Einrichtungskosten beliefen sich auf 40,5 Mill. DM.

## Einrichtungen

### Schulen
Das Schulzentrum beherbergt je eine Haupt- und Realschule sowie ein Gymnasium, auf die sich insgesamt etwa 2500 Schüler verteilen:
- Rudolph-Brandes-Gymnasium
- Eduard-Hoffmann-Realschule
- Städtische Hauptschule

Eine weitere Realschule sowie eine Gesamtschule befindet sich im Schulzentrum Aspe, dem zweiten Schulzentrum der Stadt Bad Salzuflen.

### Kindergarten
Auf dem Gelände des Schulzentrums befindet sich außerdem der Städtische Kindergarten der PariSozial gGmbH.

### Sportanlagen
Folgende Sportanlagen auf dem Gelände der Bildungsstätte gehören zum Gebäudekomplex:
- Hallenbad mit einem 25-m-Wettkampfbecken (fünf Bahnen, sowie 1-, 3-m-Brett und 5-m-Sprungturm) und je einem Lehrschwimm- und Kleinkindbecken.
- Zwei Dreifach-Sporthallen in Handballfeldgröße, davon eine mit Tribüne für ungefähr 900 Zuschauer.
- Stadion mit Rasen-Fußballplatz, Tartanlaufbahn, Asche-Fußballplatz und diversen Kunstrasenplätzen für Tennis und Handball sowie Leichtathletik-Wettkampfbahnen für Weit- und Hochsprung.

### Sternwarte
Das Zentrum verfügt über die schuleigene Walter-Baade-Sternwarte, benannt nach dem deutschen Astronom und Astrophysiker Walter Baade.
Unter einer 4-Meter-Kuppel steht als Hauptteleskop ein Coudé-Refraktor mit einer Öffnung von 225 mm und einer Brennweite von 3000 mm für Lehrzwecke der Schulen und der Volkshochschule zur Verfügung.